# Inermicosta
Inermicosta is een geslacht van weekdieren uit de klasse van de Gastropoda (slakken).

## Soort
- Inermicosta inermicosta (Vokes, 1964)